# Kakadufélék

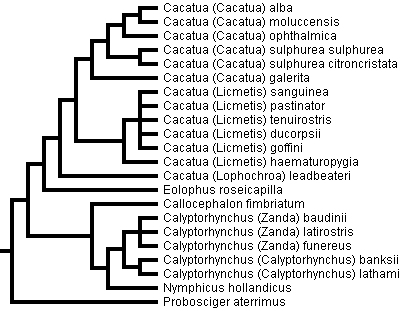
A családhoz tartozó fajok egymáshoz viszonyított rokonsági helyzete.

A kakadufélék (Cacatuidae) a madarak osztályának papagájalakúak (Psittaciformes) rendjébe tartozó család. 8 nem és 21 faj tartozik a családhoz. Maláj eredetű nevük részint hangutánzó, részint a madár hosszú életére utal.

## Rendszertani felosztásuk
A családot három alcsaládra osztják.

### Nimfapapagáj-formák(Nymphicinae)
- Nimfapapagáj (Nymphicus)
  - Nimfapapagáj (Nymphicus hollandicus)

### Hollókakadu-formák(Calyptorhynchinae)
- Hollókakadu (Calyptorhynchus)
  - Pirosfarkú hollókakadu (Calyptorhynchus banksii)
  - Barnafejű hollókakadu (Calyptorhynchus lathami)
- Gyászkakadu (Zanda)
  - Sárgafülű gyászkakadu (Zanda funereus)
  - Baudin-gyászkakadu (Zanda baudinii)
  - Fehérfarkú gyászkakadu (Zanda latirostris)

### Kakaduformák(Cacatuinae)
Az alcsaládba két nemzetség tartozik 5 nem 16 fajával:

#### Pálmakakadu-rokonúak(Microglossini)
A nemzetségbe egyetlen nem egyetlen faja tartozik:
- Pálmakakadu (Probosciger)
  - Pálmakakadu (Probosciger aterrimus)

#### Kakadurokonúak(Cacatuini)
A nemzetségbe 4 nem 15 faja tartozik:
- Sisakoskakadu (Callocephalon) Lesson, 1837
  - Sisakos kakadu (Callocephalon fimbriatum)
- Rózsáskakadu (Eolophus) Bonaparte, 1854
  - Rózsás kakadu (Eolophus roseicapillus)
- Inkakakadu (Lophochroa)
  - Inkakakadu (Lophochroa leadbeateri)
- Kakadu (Cacatua) Vieillot, 1817
  - Kakadu (Cacatua) alnem 6 fajjal:
    - Sárgafülű kakadu (Cacatua sulphurea)
    - Sumba-szigeti kakadu (Cacatua citrinocristata)
    - Sárgabóbitás kakadu (Cacatua galerita)
    - Kékszemű kakadu (Cacatua ophthalmica)
    - Fehérbóbitás kakadu (Cacatua alba)
    - Malukui kakadu (Cacatua moluccensis)

  - Kakadu (Licmetis) alnem 6 fajjal:
    - Ormányos kakadu (Cacatua tenuirostris)
    - Turkáló kakadu (Cacatua pastinator)
    - Csupaszszemű kakadu (Cacatua sanguinea)
    - Goffin-kakadu (Cacatua goffini)
    - Salamon-szigeteki kakadu (Cacatua ducorpsii)
    - Rózsásfarkú kakadu (Cacatua haematuropygia)

## Származásuk, elterjedésük
A család elterjedési központja Ausztrália. A nyolc nem közül hat (Nymphicus, Calyptorhynchus, Zanda, Callocephalon, Eolophus és Lophochroa) elterjedési területe nem nyúlik túl a kontinensen és Tasmánián. A pálmakakadu egészen Új-Guineáig eljutott.
A család legnagyobb neme a névadó kakadu (Cacatua). Ennek is Ausztráliában él a legtöbb faja, de élnek fajai Indonéziában (Lombok szigetétől keletre egészen Celebeszig és a Maluku-szigetekig) is. Legalább egy faja ugyancsak eljutott Új-Guineába, sőt a Salamon-szigetekre és a Fülöp-szigetekre is.

## Megjelenésük, felépítésük
Középnagy–nagy papagájok: testhosszuk 30–60 cm, tömegük 300–1200 g. A fejükön bóbitát viselnek, és azt mozgatni is tudják. Rendkívül erőteljes csőrük felső és alsó káváján is fogszerű bemetszés alakult ki. Az alsó káva szélesebb a felsőnél, így kemény héjak feltörésére is alkalmas. Némely fajok fültájékán sárga folt látható; sok faj viaszhártyáját részben tollak borítják. Koponyájuk egészen sajátos: a könnycsont és a halántékcsont között kialakult keskeny csonthíd körbezárja a szemüreget.
Lábuk négy ujjából a két középső előre, a két szélső hátrafelé áll, így kiválóan meg tudják ragadni az ágakat. Farkuk — a nimfapapagáj (Nymphicus hollandicus) kivételével — rövid és lekerekített.
Hosszú szárnyukkal igen gyorsan repülnek; elérhetik a 70 km/h-t.

## Életmódjuk, élőhelyük

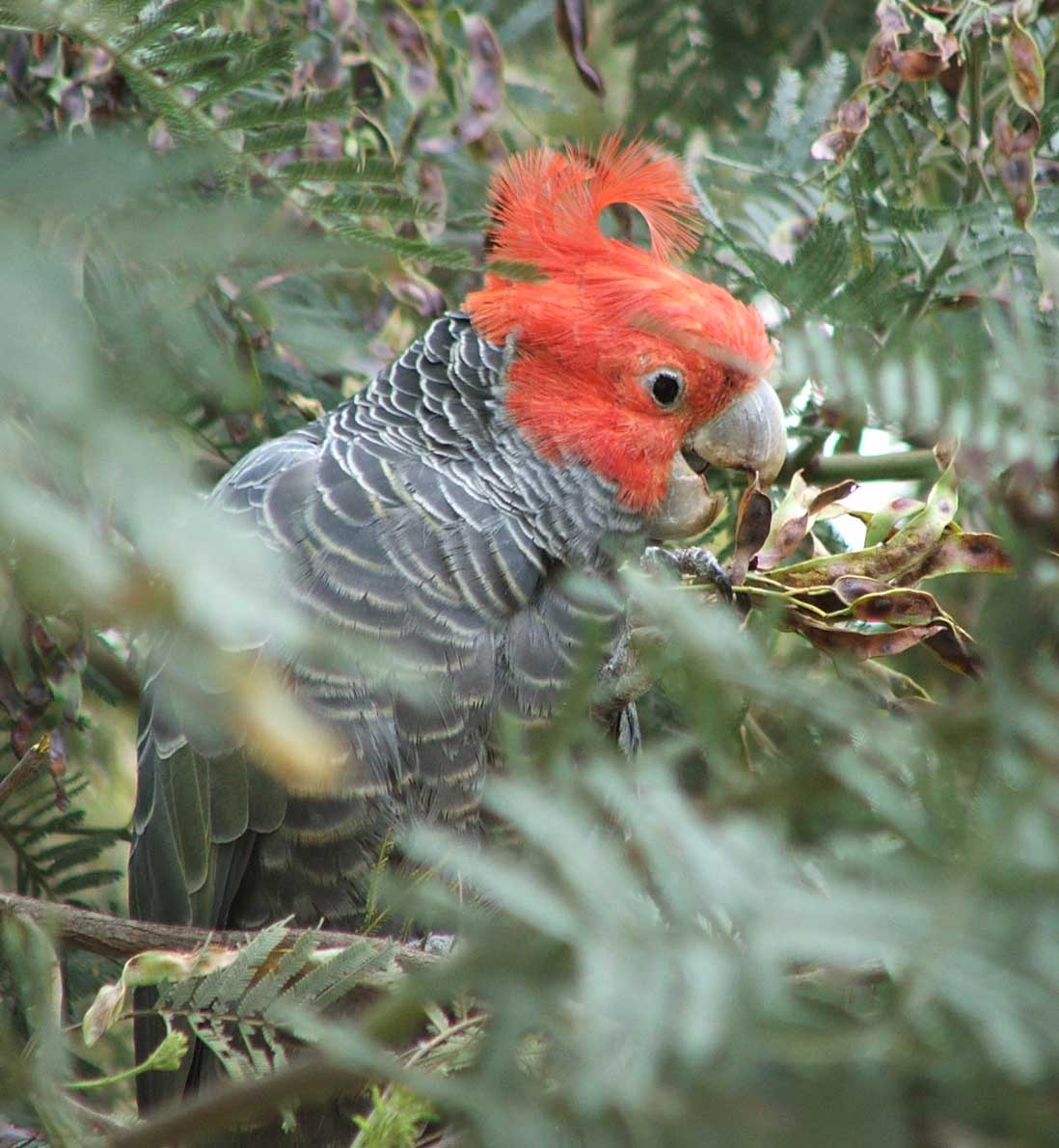
Hím sisakos kakadu (Callocephalon fimbriatum)
Ez a faj kizárólag Ausztráliában él.

Fajaik sokféle élőhelyen fordulnak elő Ausztrália száraz szavannáitól egészen Indonézia és a Fülöp-szigetek trópusi esőerdőiig.
A fajok táplálkozási szokásai nagyjából megegyeznek; alapvetően gyümölcs- és magevők. Kivételként az ormányos kakadu (Cacatua tenuirostris) elég sok állati eredetű táplálékot eszik, főként hernyókat és férgeket.
Az utódnevelés időszakán kívül csapatosan élnek. A csapat mérete a néhány kis családi csoportoktól egészen több száz egyedig terjedhet. Az egyes fajok szokásai jelentősen különböznek. Ausztráliában egyes fajok nagy csapatait a gazdák valóságos istencsapásának tekintik, mert jelentősen pusztítják a megszállt gabonaföldeket.
Kifejezetten értelmes madarak. A pálmakakadunál (Probosciger aterrimus) eszközhasználatát dokumentálták: a madár egy fadarabbal úgy ütögetett egy üreges fatörzset, hogy annak hangja kilométerekre elhallatszott.
Hang- és beszédutánzó képességük kiváló.
A legtöbb papagájhoz hasonlóan a kakaduk is jelentős kort érhetnek meg. A legöregebb dokumentált egyed, egy sárgabóbitás kakadu (Cacatua galerita) a londoni állatkertben pusztult el 82 évesen.

### Szaporodásuk
A faodvakban fészkelnek; tojásaikon 18–30 napig kotlanak. A fiókák 35-120 nap múlva röpképesek. Az utódokat többnyire közösen nevelik fel, de a hollókakaduk (Calyptorhynchus nem) hímje nem vesz részt a költésben; az kizárólag a tojó feladata.
A korábbi feltételezések szerint nem szigorúan vett monogámok; olykor egy-két évente lecserélik társukat.

## Tartásuk

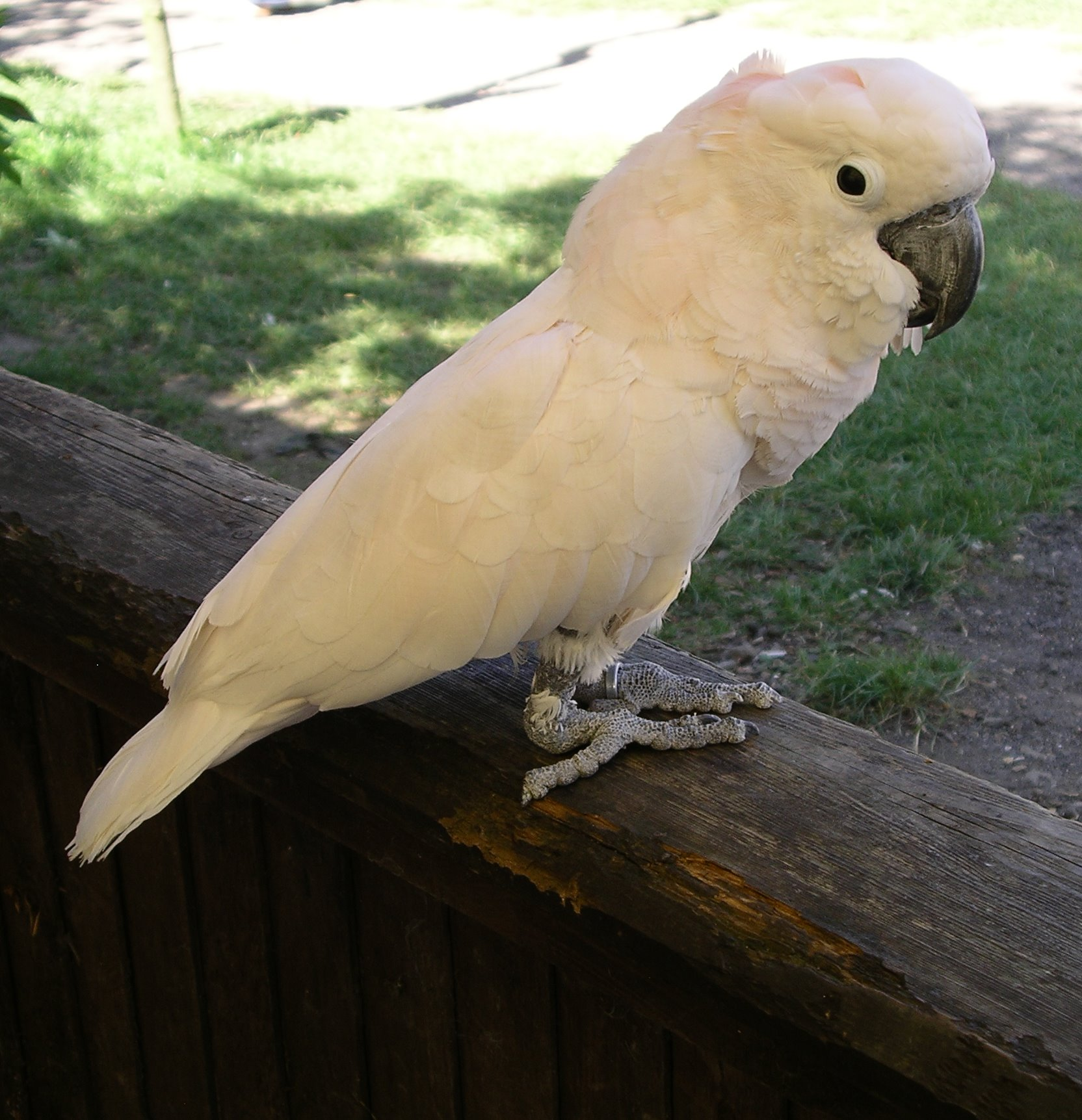
Malukui kakadu (Cacatua moluccensis)
Ezt a fajt érintette legérzékenyebben a díszmadár célú vadbefogás.

Nagyon régóta kedvelt díszmadarak. Elterjedési területükön a bennszülött lakosság is igen kedveli őket, főként A Fülöp-szigeteken és Indonéziában. A kereskedelmi célú befogás sok faj állományát nagyon lecsökkentette. Főképp a malukui kakadu (Cacatua moluccensis), a fehérbóbitás kakadu (Cacatua alba) és a rózsásfarkú kakadu (Cacatua haematuropygia) populációit. Legtöbb fajuk ma már védett élőhelyén és szinte mindegyik faj szerepel a CITES valamelyik a a vadon befogott állatok kereskedelmét szabályozó függelékében. Délkelet-Ázsiában megkezdődött egyes fajok, elsősorban a sárgafülű kakadu (Cacatua sulphurea) fogságban tenyésztése is.
A nimfapapagáj (Nymphicus hollandicus) ilyen szempontból kivételes faj, mert tenyésztését már a 19. században elkezdték. Mára a vadon befogott egyedek egyáltalán nincsenek a kereskedelemben, sőt a hullámos papagájhoz (Melopsittacus undulatus) hasonlóan ez a faj is domesztikált madárnak számít.
Természetes körülményeiket a a költési időn kívüli fokozott társaságigényük és többnyire helyhez nem kötött, nomád jellegű életmódjuk miatt nehéz fogságban biztosítani. Ezeket valamelyest pótolhatjuk fokozott figyelemmel és gondoskodással, de nem éppen könnyen tartható madarak. Zajos természetük sem éppen lakásba valók, mégis szinte minden fajuk kedvelt díszmadár.  A legkedveltebbek az úgynevezett „fehér kakaduk” (Cacatua).

## Popkulturális hatás
A Jégkorszak alkotóitól készült Rio gonosz szereplője egy kakadu, a neve Nigel, a gazdái a csempészek.

## Képek

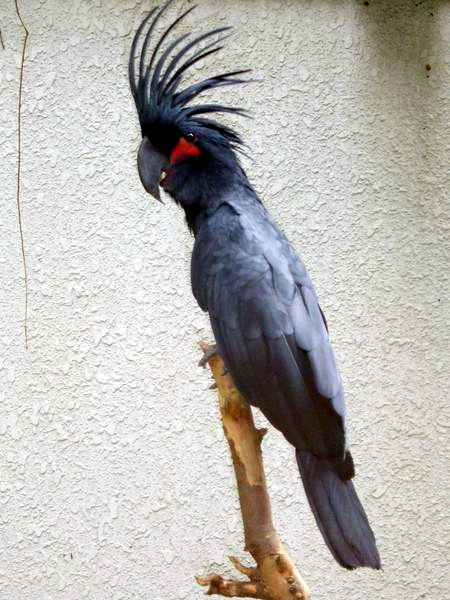
Pálmakakadu (Probosciger aterrimus)
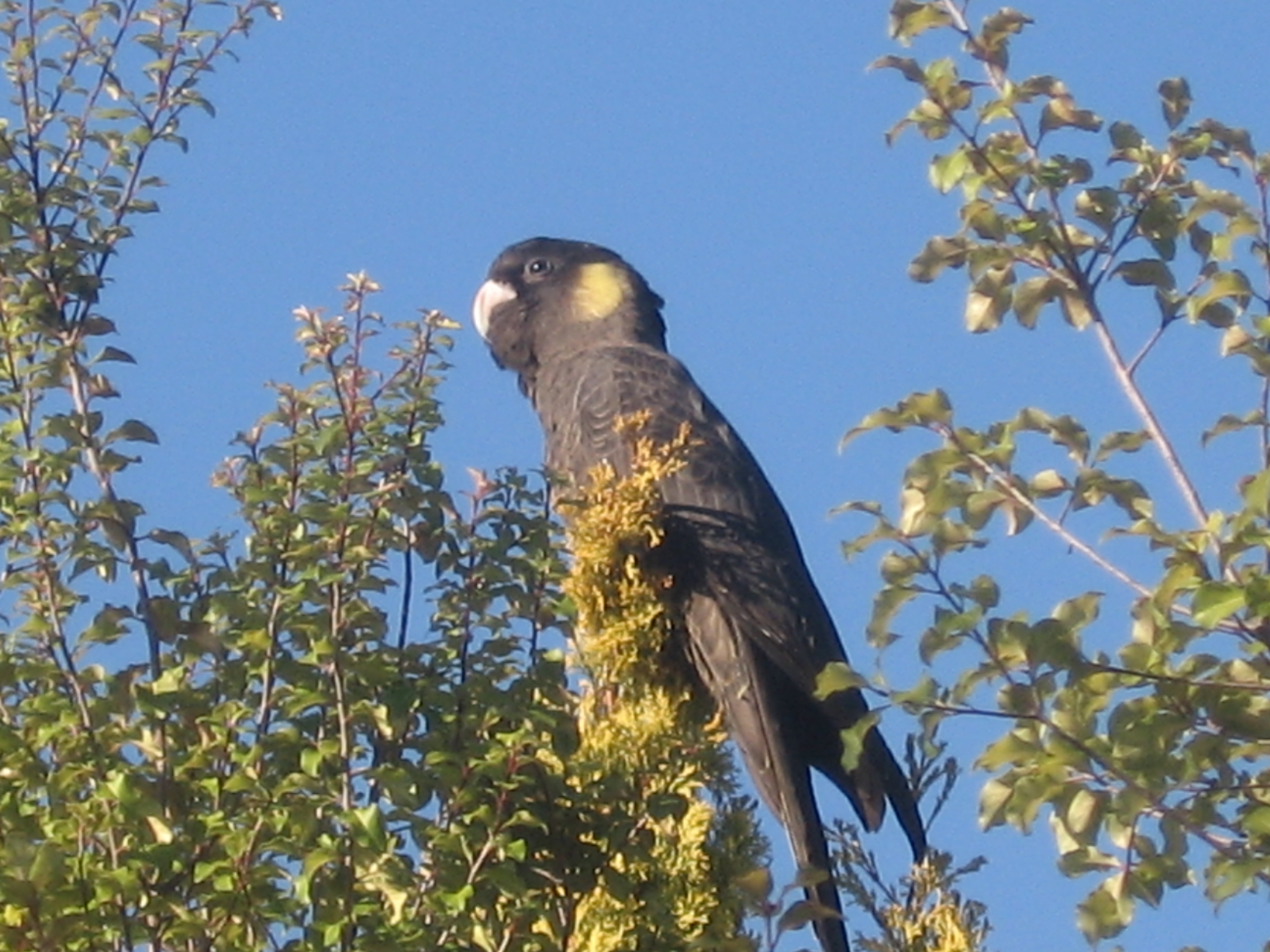
Sárgafülű gyászkakadu (Calyptorhynchus funereus)
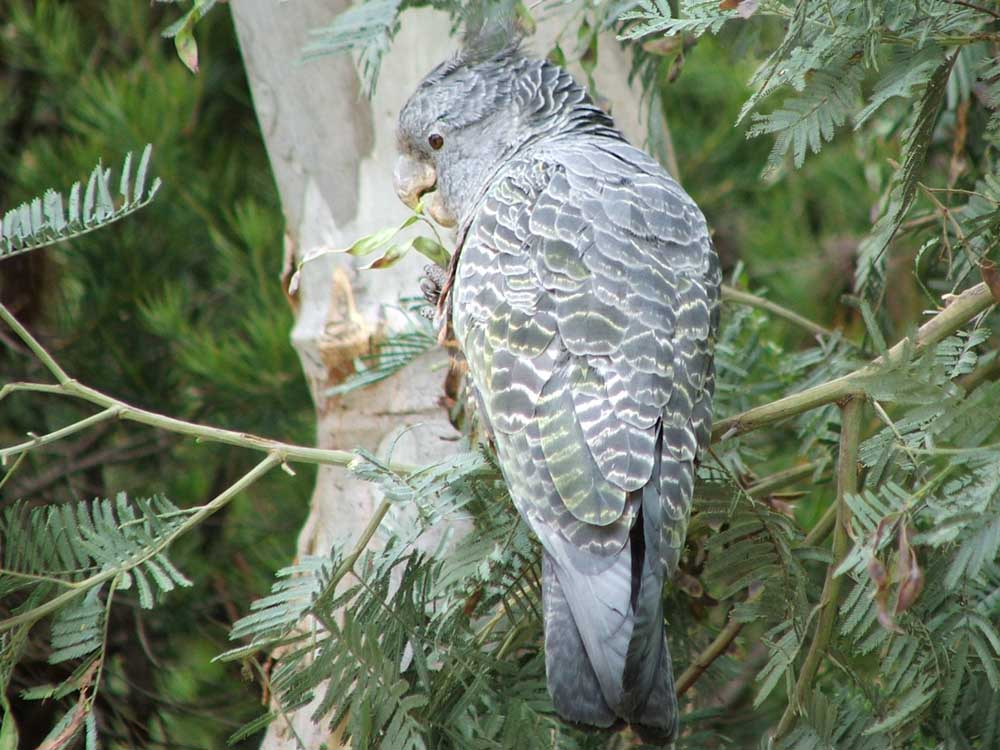
Sisakos kakadu - tojó (Callocephalon fimbriatum)
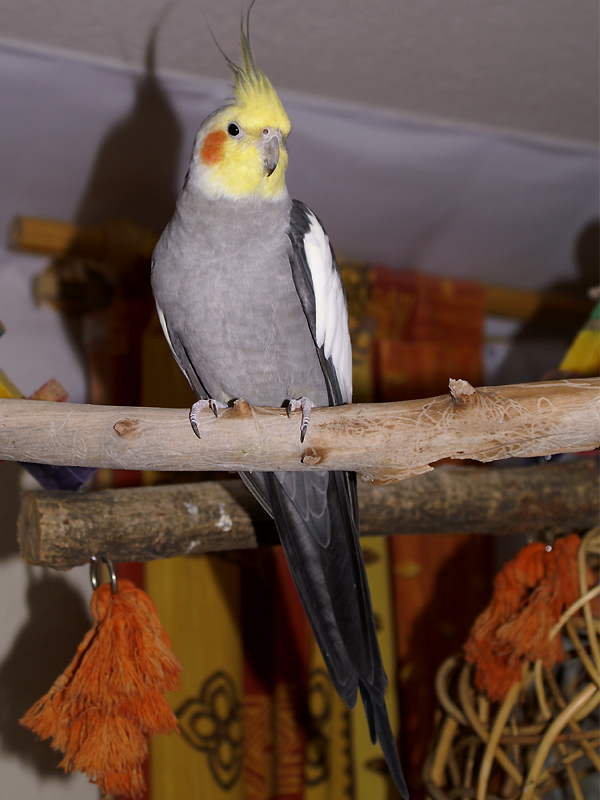
Nimfapapagáj (Nymphicus hollandicus)
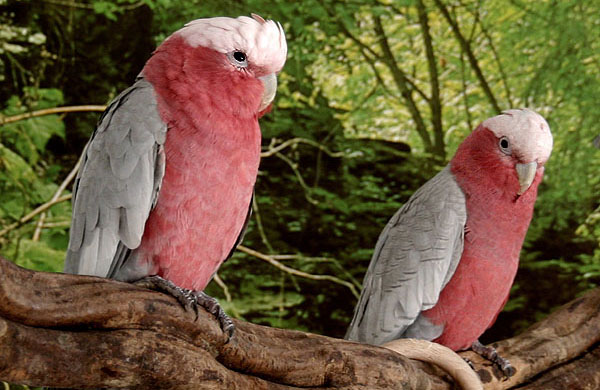
Rózsás kakaduk (Eolophus roseicapillus)
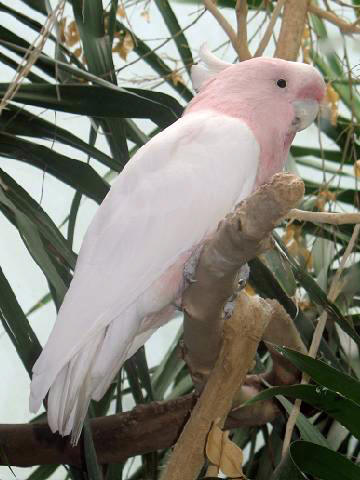
Inkakakadu (Cacatua leadbeateri)
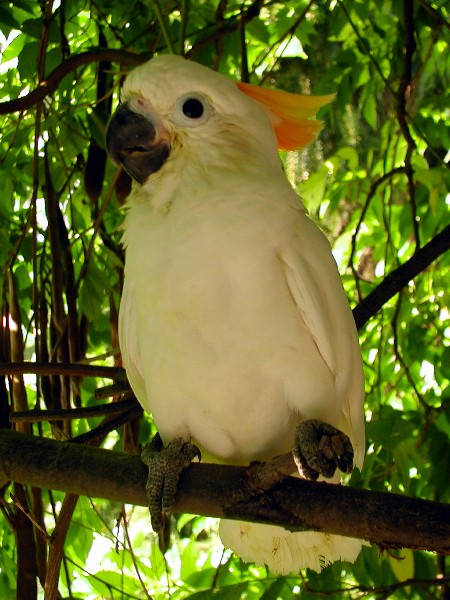
Narancsbóbitás kakadu (Cacatua sulphurea citrinocristata)
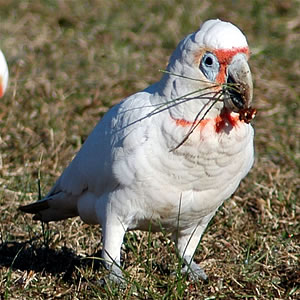
Ormányos kakadu (Cacatua tenuirostris)
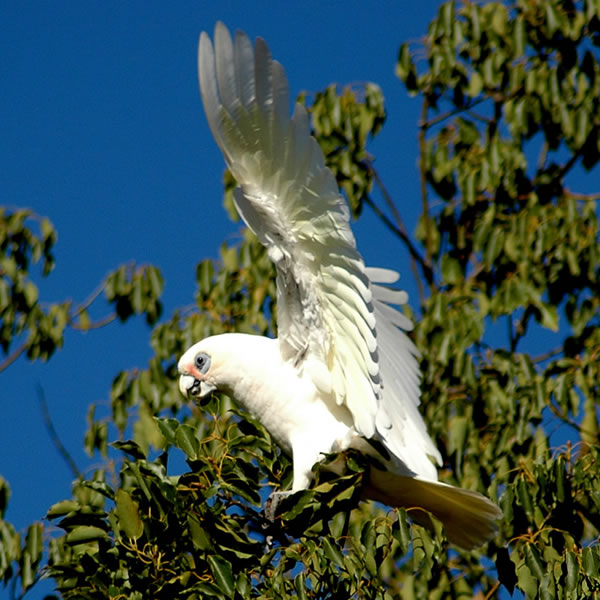
Csupaszszemű kakadu (Cacatua sanguinea)
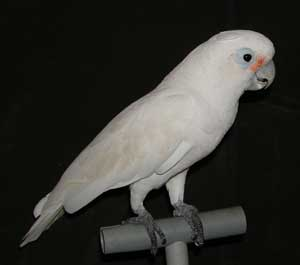
Goffin-kakadu (Cacatua goffini)
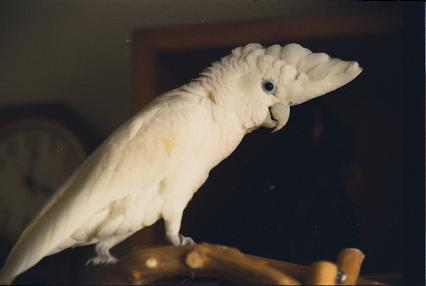
Salamon-szigeteki kakadu (Cacatua ducorpsii)